# 親鸞 (哲学書)

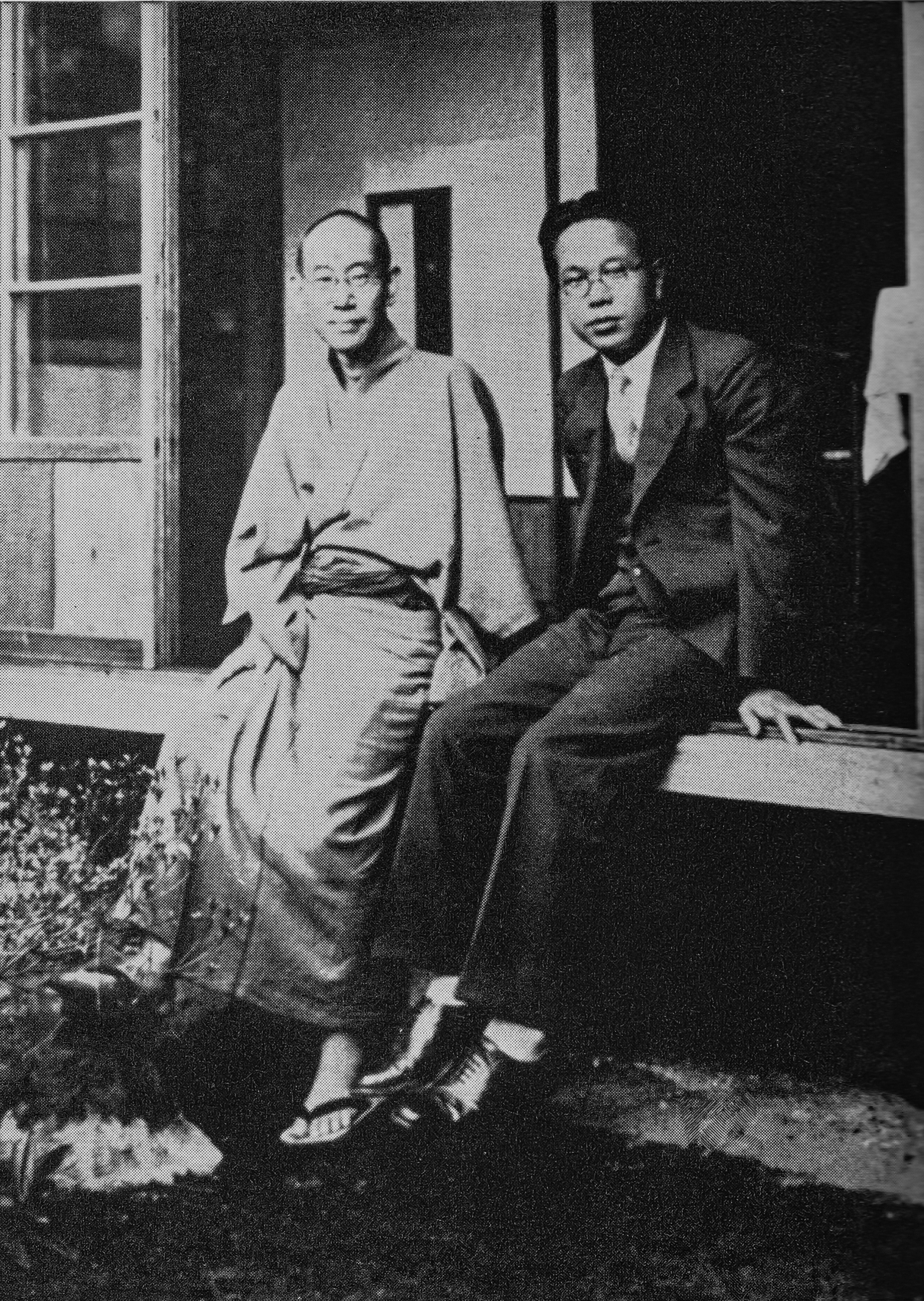
西田幾多郎と三木清

『親鸞』は哲学者三木清の遺稿であり、1945年9月26日に獄死した三木の疎開先であった埼玉県鷲宮町にて発見された。執筆時期は1944年9月に鷲宮町に疎開してから書き始めたと言われているが、谷川徹三は1939年（昭和14年）ごろであると主張しており執筆開始時期は定かではない。
三木が親鸞の宗教を哲学的に究明することは、三木が後年になってから思いついたことではなく処女作を著述している青年期頃からの課題であった。

## 概要

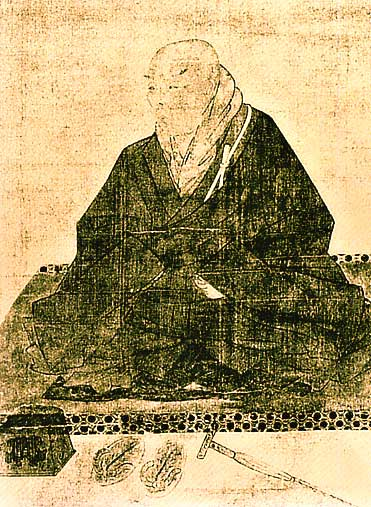
親鸞聖人

三木獄死後の1946年1月に唐木順三が整理し展望の創刊号に一部が掲載された。当初未定稿であったが、唐木によって整理されて発表に至っている。遺稿の断片の一枚に親鸞論の全体構想が以下のように記載されている。
- 一. 人間性の自覚
- 二. 歴史の自覚
- 三. 宗教意識の展開(三願転入)[9]宗教の論理的構造(教行信證)[10]
- 四. 真理論
- 五. 行業論
- 六. 信仰論
- 七. 救済論
- 九. 社会的生活

八.が抜けているのは三.の後半『宗教の論理的構造(教行信證)』を独立するためだったとも言われている。
その中で、まとまった記述として残されているのは「人間性の自覚」「歴史の自覚」「宗教意識の展開(三願転入) 宗教の論理的構造(教行信證)」「真理論」「社会的生活」にとどまる。残りは、親鸞の著作からの抜粋と断片的な覚書である。
三木の没後に発刊された『三木清全集』では「第一章　人間 愚禿の心」「歴史の自覚」「三願轉入」「第四章　宗教的真理」「社會的生活」「［断片］」という構成になっている。

## 第一章　人間 愚禿の心
第一章の人間性の自覚に関する著述は長短3つの原稿が残されている
。
最も長い原稿である『第一章　人間 愚禿の心』においては親鸞が彼の経験に基づきながらも、経験をこえて宗教的真理に関することを述べることから始まっている。三木は自らの哲学の中で用いる「超越的内在性」や「内在的超越」という言葉を使って、一般に言われる「親鸞は生きていると言う現実に立脚し体験を重んじており、それ故、親鸞には人間味があり仏教をより人間に近づけた。」と言う考えを否定的にとらえている。
つまり、親鸞の思想は、宗教は体験の問題ではなく真理の問題であること。宗教は主観的心理的なものではなく、客観的で超越的なものであること。ここでいう客観的の内容は科学的真理ではなく、真心がかよう真実であることと論じている。
また原稿の欄外には以下の書き込みがある。
その次の段落で三木は「懺悔」と「後悔」の相違について述べている。後悔には自分という立場があり、後悔する者はまだ自分に対して信頼を置いていると論じる一方で、懺悔については、後悔にある自分に対する自信を取り払うところに懺悔が成立する。また、自分を、そして自分に対する信頼を取り去って絶対的なものに任せ切る。そうすることで、自己が発する言葉でさえも自分が発する言葉ではなくなる。自分は語る側ではなくて聴く側になる。己を空しくするすることで聞こえてくるものがありこれが真実の言葉である。ここで聞こえてきた言葉が心の中から外に現れてきたものであり、これこそが懺悔であるがそれが非常に困難であることをと述べている。
この段落の最後半で三木は
とあるように、『パスカルに於ける人間の研究』を執筆していた頃は、自己と切り離された他者を問題にしていなかったのと比較すると三木の思想に大きな変化がある。
次の段落の冒頭三木は親鸞が「無常」について述べることが少ないことを指摘している。本来、無常は仏教の出発点であり、仏教における「諸行無常」とは、現世のものは絶え間なく変化し続けているという事実に対する感覚を、諸行無常ゆえに努力し、人生は貴重であるので限りある命を大切にするという域まで高めることを意味している。
親鸞が無常について語ることが少なかったのは、無常感にとどまることができずに、無常感を罪悪感にまで深めているからであると結論づけている。無常感はともすると美的なものととらえられることもあるが、無常感から罪悪感にまで思索を深めることにより、美的な無常思想から宗教的で実践的な思想に達していると述べている。また、親鸞はこの世を無常なものとして出世間を目指すのではなく、自らを凡夫もしくは、罪を重ねる悪人であるでるとする罪悪感を持ちながら現世に留まる現実主義者であると定義している。
他にこの段落では「機」について三木は
と短い記述をしているが、これが一定の評価を受けている。しかし、本文では「微」、「関」、「機」の三つの言葉の意味について述べようとしていたが「機」だけで中断してしまっており深い考察はされていない。
また、残りの短い２つの原稿のうち『第一章　人間の自覺』から書き出されている16枚の原稿には注目すべき記述が2ヶ所ある。
これらの引用からは、三木はこれまで自分の哲学を展開するために用いてきた「基礎経験」「主体と環境」「関心」といった概念を用いて、親鸞の宗教思想を解釈しようとしていたことがうかがわれる。また、三木は親鸞が人間を如何に捉え、親鸞の宗教誕生の根底にある親鸞の人間体験が如何様なものであったかを明らかにしようとする意志があったと言える。

## 歴史の自覚

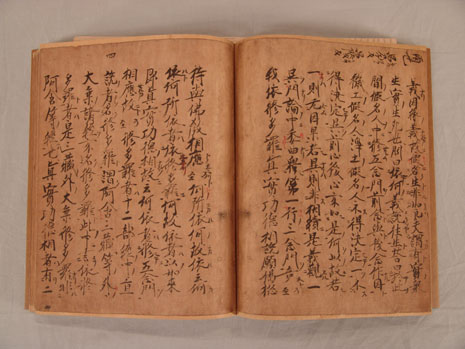
教行信証 坂東本

第二章に該当する「歴史の自覚」は四百時詰め原稿用紙で四十枚程度であり、それ以外に断章が存在している。これらの遺稿の中で親鸞の歴史観について、人間性の自覚と歴史の自覚が密接な関係を持っていると論じている。親鸞の歴史観は「末法思想」が根底にある。このため親鸞は現在を末法と捉え、それをもとに過去・現在・未来を考えて歴史を理解していったと述べている。
親鸞が生きた時代は政治の動乱もあり、戦乱もあり、宗教界にも退廃が蔓延していたという現実があり、親鸞の正像末史観は歴史の現実分析だけでなく、歴史を内側からの視点ではなく、歴史を超越することによって立てられた歴史観であると指摘している。
末法の世は無戒の時代である。無戒の時代では、僧侶が戒をの他ない名目だけの僧侶になることを意味しており、俗世に生きる人々と同列であることを意味しており、僧侶と世俗に生きる人は平等であることになる。この平等性を担保するのは各々が罪の自覚をどれほど深く見つめたかによって善人か否かが決定される。各人の自覚によって超越的な末法の「教え」に接することで罪の自覚を深めることで「弥陀の本願」により救済されると論じている。
無戒の時代にあるべき仏の教えは、他力の浄土教であり自力の聖道教から浄土教への歴史的転換が発生すると親鸞は確信したと指摘している。また浄土教は末法時にだけに対応する特殊なものではなく普遍性を持っていると指摘している。最後に浄土教の歴史観がペシミズムでも進化主義でもないことや、キリスト教の終末論やヘーゲル的な「概念の自己運動としての歴史」といった思想との違いを論じようとしているところで中断となっている。

## 三願轉入

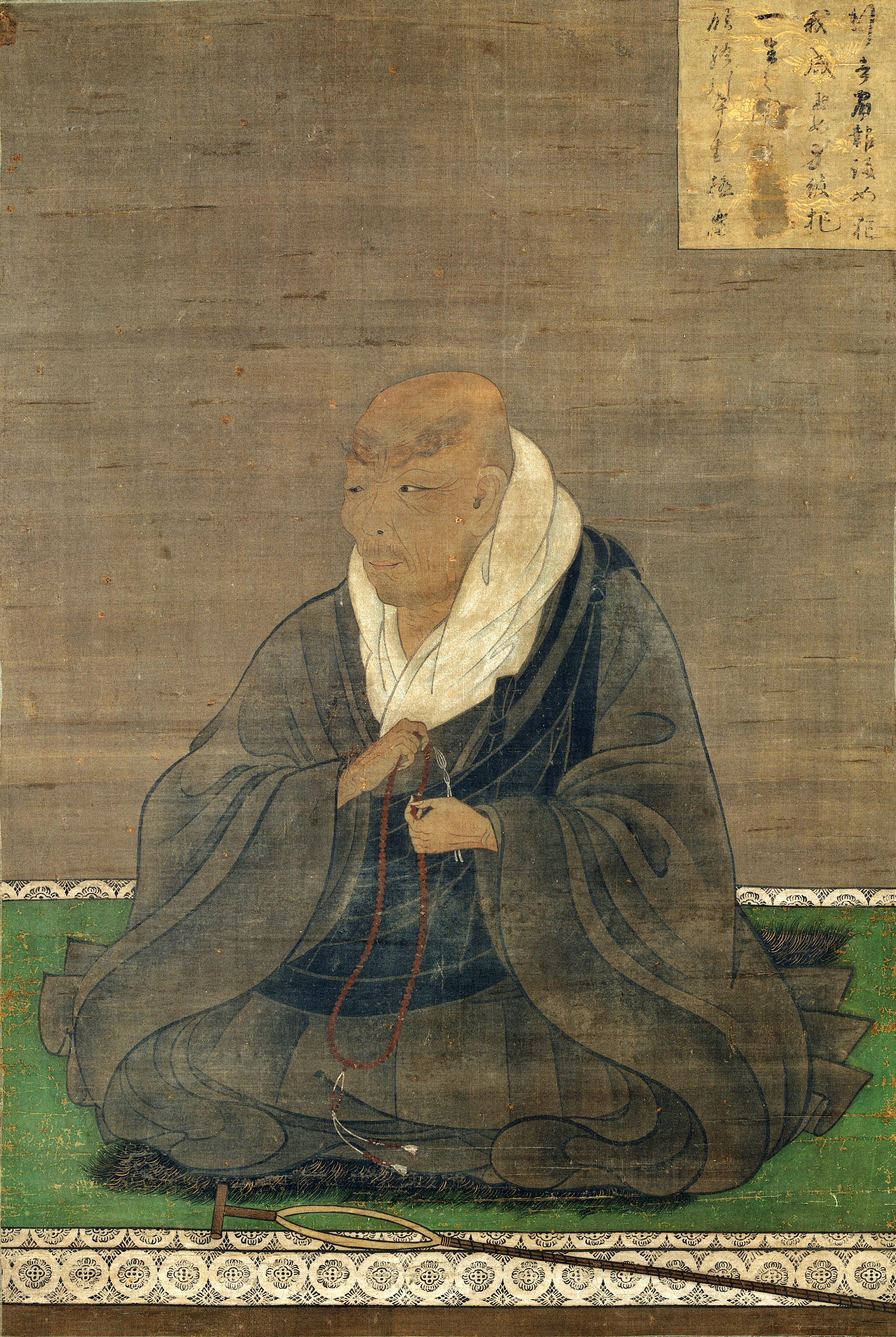
絹本著色親鸞聖人像

第三章に該当する宗教意識の展開(三願転入)は『教行信証』に述べられる親鸞の入信過程である「三願転入」というタイトルで書き出されており、手稿の枚数は二十四枚である。阿弥陀仏が導く「四十八願」のうち「三願転入」に相当するのは、第十九願（修諸功徳の願）から第二十願（植諸徳本の願）を経て第十八願（至心信楽の願）への遷移を表す三つの願である。
親鸞は教行信證の中で三願転入について、第十九願では、多種多様な善を修め、自ら菩提心を発して真実の心で浄土往生を願う行者を対象とする。阿弥陀仏と出会おうとする視覚的アプローチが中心であるが、差別性や自利性に陥る危険をはらみ、つまずきに至るとされる。
また、第二十願は阿弥陀仏の名号を称えることを唯一の行とするもので、信心をもって浄土往生を願う者を対象とする。行は平等であるとされ十九願よりも優れるが、自力による信の不確かさや雑心により、やはりつまずきに帰するとされる。
第十八願は、至心・信楽・欲生我国の三信を得た者に往生が定まると説く、他力本願の中心をなす願である。名号にこめられた阿弥陀仏の真実の心に触れ、信を決定することで、阿弥陀仏との出会いが成就するとされる。
三木は親鸞が記した「三願転入」を解釈し宗教的意義を導き出そうとしている。しかし、第十九願について解説し、第二十願について述べ始めたところで中断している。三木は親鸞の「三願転入」と、自らの信仰生活の過程と比較しながら解釈を進めるつもりであったと思われる。

## 第四章　宗教的真理
この章では「宗教的真理」が科学的真理や哲学的真理と異なることについて述べようとしている。『親鸞』の全体を通している「問い」は真実・真理は何かという問いである。三木はまず『顯淨土眞實敎行證文類（教行信証の正式な表題）』や『顕浄土眞實教文類』、『顕浄土眞實行文類』、『顕浄土眞實信文類』といった題名に用いられている「眞實」という言葉に注目している。そして、親鸞にとって「真実」という言葉は親鸞の為人や体験や思想の内容を象徴する言葉であると論じている。
しかし、親鸞の宗教を体験的な宗教としてだけ捉えると、体験的・内面的・心理的な面だけが強調され、真理の客観性があやふやになる危険性がある。真理は客観的である必要があり、宗教的真理の客観性は仏の説いた教えである「経」によって与えられるものであるとしている。また信仰は「経」による仏の言葉の超越的なものと関係していると述べている。そして、真に超越的なものは釈尊から展開された阿弥陀如来の本願と名号にあるとしている。また、この超越的真理は超越的なものとして留まるだけでは真実の教えには成りえず、超越的な真実が現実との関係性を持つときに「十方衆生」の普遍性を持つことになる。しかしそれは抽象的であり、真理は真理によって己が救済されるという実存的真理である必要がある。この実存的真理は突き詰めると「親鸞一人」のための教えであり、ここで普遍性から特殊性へと転換が行われる。「十方衆生」という社会性と「親鸞一人」という個別性が弁証法的に解決されることで、抽象的であった普遍は自己という特殊性を含む具体的現実的な普遍へと昇華する。教えを信じた自己は人を教えて信じさせるという「自信教人信」の過程を経て「十方衆生」の普遍性が実現されていくと述べている。ついで「弥陀の本願」について述べようとしたところで中断されている。

## 社會的生活
「社會的生活」においては、往生するためには「善」以外は必要がなく念仏だけで十分であるとする絶対他力の浄土門の教えの世界について述べている。絶対他力の世界では僧侶も俗世の人々も、すべての念仏を唱える人は平等であり「御同朋御同行」であること、俗世間の煩悩から脱して悟りの境地に入ることだけを目的とするのではなく、一般世間における生活を重んじる必要があり、生活と信仰とが分離することなく生活が念仏であり念仏が生活であるように生きることが必要であることが述べられている。
親鸞は教行信証の中で『論語』を引用しており儒教を重視していたことが伺い知れる。また、儒教と道教について三木は以下のように比較している。
唐木順三によると、三木は論語のヒューマニズム性と親鸞を結びつけることで、親鸞をヒューマニスティックな存在と位置づけようとしているが、親鸞はヒューマニスティックとは逆の存在であり、三木の思想の中核であるヒューマニズムと相容れないことを問題にしている。しかし宮川透によると、ヒューマニズムを信奉していた三木が親鸞に傾倒したのは論理を超えた問題であり、『親鸞』を研究論文として扱うのではなく体験の記録として捉えることでこの矛盾は解消されると論じている。
また、三木は仏教が他宗教との価値が絶対的であり、仏教は絶對的真理であり他の教えは相対的価値を有するに過ぎないとも述べている。次に仏教の絶對的真理性について論じ始めたところで中断になっている。

## パスカル論との対比
大峯顯は『パスカルに於ける人間の研究』と『親鸞』共通点について以下のように論じている。
亀山純生は解釈学的見地から以下のように論じている。

## 評価
赤松常広は『親鸞』について詳しく分析した後、以下のように評価している。
荒川幾男は『親鸞』は『信仰の告白』ではなく『親鸞』執筆前の哲学的研究の延長線上にあるという立場をとって、以下のように評価している。
西塚俊太は以下のように評価している。